# Kirenijsko gorje
Kirenijsko gorje (grč.: Κερύνειο Όρος; tur.: Girne Dağları) dugačak je i uzak planinski lanac koji se proteže otprilike 160 km duž sjeverne obale otoka Cipra. Čini ga uglavnom tvrdi kristalni vapnenac, s nešto mramora. Njegov najviši vrh je 1024 m visoka planina Selvili.  Drugo ime za Kirenijsko gorje je Pentadaktilos (grč.: Πενταδάκτυλος; tur.: Beşparmak), premda Encyclopædia Britannica navodi Pentadaktilos kao "zapadni dio" Kirenijskoga gorja ili dio zapadno od sela Melounta. Pentadaktilos (hrv. "petoprsti") je tako nazvan po jednoj od svojih najistaknutijih karakteristika, vrhu koji podsjeća na pet prstiju.
Kirenijsko gorje dobilo je ime po Kirenijskim planinama u Ahaji u Grčkoj, koje su dobro poznate iz mitologije zbog povezanosti s jednim od 12 Heraklovih poduhvata, hvatanjem jelena Kerinitisa koji je ondje živio. Ovaj Artemidin sveti jelen sa zlatnim rogovima i brončanim nogama trčao je tako brzo da ga nitko nije mogao dostići. Heraklo ga je međutim uspio uhvatiti i živog prenijeti u Mikenu nakon što ga je progonio godinu dana.
Razarajući požar u srpnju 1995. spalio je velike dijelove Kirenijskoga gorja, što je rezultiralo gubitkom značajne šumske površine i prirodnog staništa.

## Geologija
Kirenijsko gorje čini niz sedimentnih formacija od perma do srednjeg miocena potisnutih u vis sudarom afričke i euroazijske ploče. Premda je njihova visina samo polovica visine planina Troodos, Kirenijsko gorje puno se oštrije se uzdiže iz nizine Mesaorije.

## Povijest
Položaj planina u blizini mora učinio ih je poželjnim mjestom za izgradnju stražarskih kula i dvoraca s pogledom na sjevernu obalu Cipra i na središnju nizinu. Ovi dvorci općenito datiraju od 10. do 15. stoljeća i prvenstveno su ih gradili Bizantinci. Dvorci Sv. Hilariona, Buffaventa i Kantare smješteni su uz vrhove i bili su od strateške važnosti tijekom većeg dijela srednjovjekovne povijesti Cipra.

## Oslikana zastava
Zastava Sjevernoga Cipra naslikana je na južnoj padini Kirenijskoga gorja. Zastava je navodno 425 metara široka i 250 metara visoka i noću je osvijetljena.
Zastava izaziva kontroverze i žestoko protivljenje grčkog dijela stanovništva. Ciparska zastupnica Europskom parlamentu Antigoni Papadopoulou svratila je pažnju na ovu kontroverzu postavljanjem zastupničkog pitanja 22. listopada 2009.: "Kako se može dopustiti postojanje takve zastave koja, osim katastrofalne ekološke štete koju uzrokuje, korištenja kemijskih tvari i brutalnog zlostavljanja okoliša, uključuje apsurdno rasipanje električne energije u vrijeme ekonomske krize? Pokazuje li Turska dovoljno poštovanja prema okolišu da bi opravdala svoju želju za otvaranjem odgovarajućeg poglavlja pristupnih pregovora?"

## Legende
Postoje mnoge legende o planinskome vrhu Pentadaktilos. Jedna od legendi kazuje da se jedan umišljeni seljak zaljubio u lokalnu kraljicu i zatražio je njezinu ruku. Kraljica se željela riješiti drskog mladića i zatražila je od njega da joj donese malo vode s izvora samostana sv. Andrije u Karpasu u to doba vrlo opasnom putovanju. Seljak je krenuo na put i nakon nekoliko tjedana vratio se s mijehom punim dragocjene vode. Kraljica je bila užasnuta kad je vidjela da je mladić uspio, ali se ipak odbila udati za njega. U naletu bijesa seljak je izlio vodu na tlo, zagrabio šaku nastalog blata i bacio ga kraljici u glavu. Gruda blata odletjela je daleko preko ravnice i pala na vrh Kirenijskoga gorja, gdje se i dan danas nalazi s još uvijek utisnutim otiskom pet prstiju bijesnog seljana.
Druga je legenda ona o bizantskome heroju Digenisu Akritasu. Prema toj priči Digenis se uhvatio za planinski vrh kako bi se izvukao iz mora kada je došao osloboditi Cipar od saracenskih osvajača, a njegova je moćna ruka ostavila otisak na vrhu planine. Diogenis je također bacio veliki kamen preko Cipra kako bi potopio saracenske brodove. Ta je stijena pala u Paphos na mjesto gdje je rođena Afrodita, tako da je do danas poznata kao Petra Tou Romiou ili "Grčka stijena".